# عامل تخفیف‌دهنده (قانون)
عامل تخفیف‌دهنده (انگلیسی: Mitigating factor)، در حقوق کیفری، «عامل تخفیف»، که به عنوان «حالت تخفیف‌دهنده» نیز شناخته می‌شود، هرگونه اطلاعات یا ادله اثبات دعوی ارائه شده به دادگاه در مورد متهم یا متهم است. شرایط جرم که ممکن است منجر به کاهش اتهامات یا مجازات کمتر شود. برخلاف دفاع قانونی، ارائه عوامل تخفیف منجر به تبرئه متهم نمی‌شود. متضاد یک عامل کاهش دهنده یک تشدید (قانون) است.